# Les Inconnus dans la maison (roman)
Pour les articles homonymes, voir Les Inconnus dans la maison.
Les Inconnus dans la maison est un roman de Georges Simenon paru en 1940.
Le roman se déroule à Moulins (département de l’Allier), au début des années 1940.
Le récit épouse la démarche de l’enquête que mène un avocat solitaire, d’abord pour éclaircir une affaire troublante où il se sent concerné, ensuite pour établir l’innocence d'un pauvre employé de librairie et déboucher ainsi, en point d’orgue, sur un procès d’assises qui fait apparaître combien la logique de l’instruction criminelle peut être trompeuse. 

## Résumé

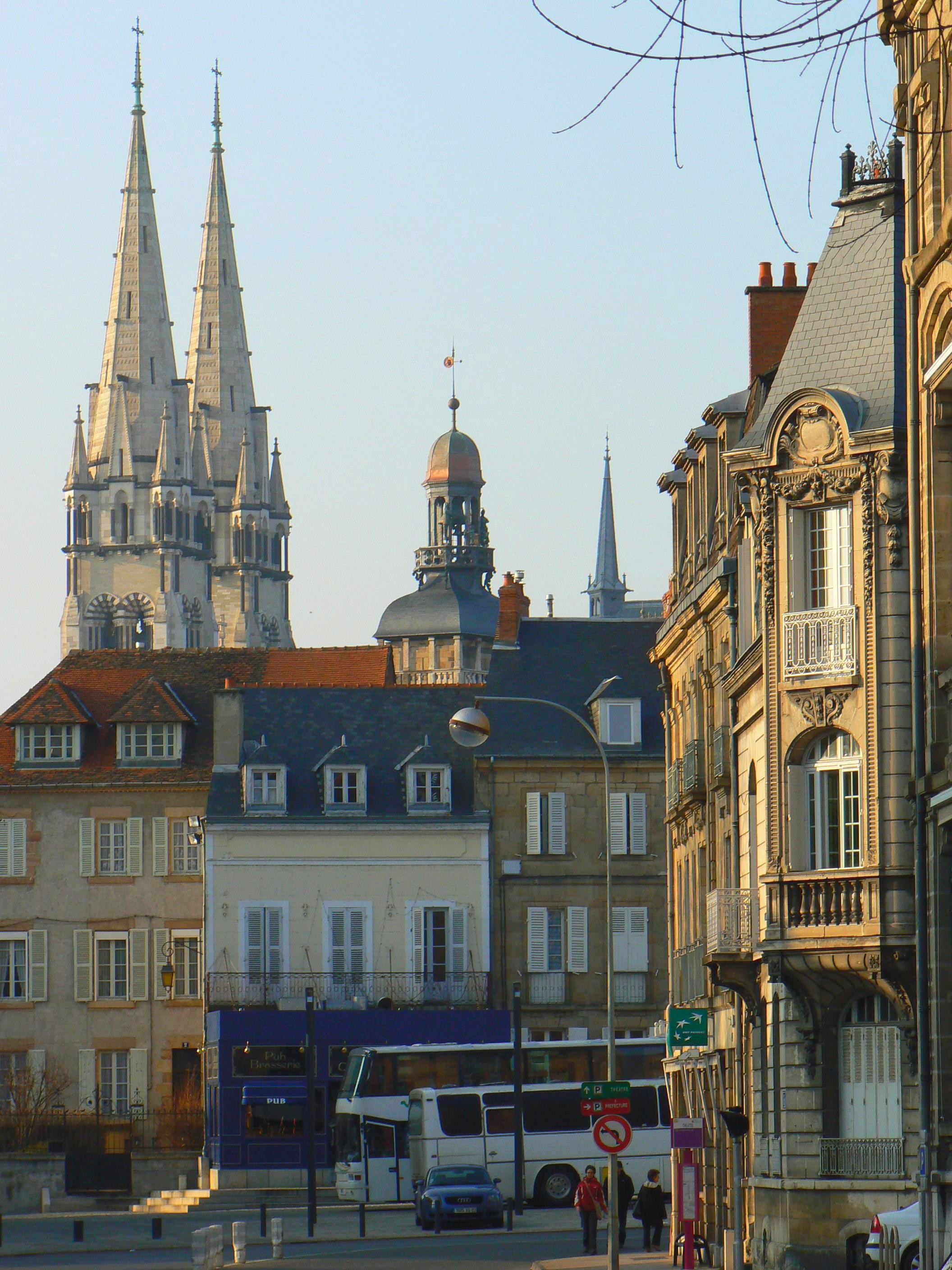
Moulins

Hector Loursat de Saint Marc, avocat alcoolique, qui n'exerce plus depuis dix huit ans et le départ de sa femme, vit une existence de reclus dans un vieil hôtel particulier à moitié délabré, dont il n'occupe plus que quelques pièces, en compagnie de sa fille Nicole, d'une cuisinière qu'il appelle la Naine et de bonnes qui ne restent jamais longtemps. Avant sa déchéance, il faisait pourtant partie de la bonne société de Moulins.
Un soir d'octobre, vers minuit, Loursat est tiré de sa torpeur coutumière en entendant un coup de feu. Au fond d'un couloir de sa vaste maison, il croit voir une ombre qui s'enfuit et découvre dans une chambre abandonnée un inconnu qui meurt sous ses yeux. Le juge d'instruction apprend à Loursat que sa fille Nicole et les amis de celle-ci, pour la plupart des enfants de notables comme elle, se réunissent souvent chez lui à son insu.
Peu de temps avant le meurtre, Émile Manu, un pauvre employé de librairie et nouveau membre du clan, a dû faire ses preuves en « empruntant » une voiture pour la bande. L'expédition réussit, mais un passant est renversé. Le blessé, Louis Cagalin,  dit "Gros Louis", un homme du milieu, est soigné en cachette chez Loursat et, par son chantage auprès des jeunes gens, pousse l'un de ceux-ci à le supprimer.
Manu avoue à Loursat qu'il est l'amant de sa fille et lui dévoile les habitudes du groupe. Il reconnaît sa présence près des lieux du crime, mais nie avoir tué. Loursat retrouve quelque chose de sa jeunesse dans la personnalité de ce garçon et se sent subitement gêné par sa solitude. Il essaie de pénétrer dans la vie du clan en visitant ses lieux de réunion. Manu arrêté, c'est Loursat qui devient son défenseur aux Assises. Le procès fait alors apparaître la personnalité de Manu, qui a toujours souffert de sa condition modeste. C'est aussi l'occasion de mettre en cause une certaine jeunesse de Moulins et la rivalité qui s'y crée entre classes sociales quand il s'agit de départager les responsabilités.
Le défilé des témoins semble accabler Manu, mais grâce à la confidence d'une fille de joie, Maître Loursat, en plein prétoire, confond le vrai coupable parmi les jeunes de la bande : Luska. Reconnu innocent, Manu pourra épouser Nicole, tandis que Loursat retourne à son bourgogne, et la ville à ses mesquineries.

## Thèmes
Comme souvent chez Simenon, l'intrigue n'est qu'un prétexte pour aborder les thèmes qui lui sont chers. On retrouve celui de la famille et de l'héritage qui part en miettes comme dans La Maison du canal, ici c'est l'hôtel particulier de Loursat et sa propre vie. Le thème de l'individu qui s'est mis en dehors de la société, mais ici cette transgression (le repli sur soi de Loursat), a eu lieu dans le passé. La solitude, Loursat vit comme une bête, ne parle plus à sa fille, reste confiné entre ses livres et ses bouteilles de Bourgogne. Le fait divers va être l'occasion d'un retour à la vie pour Loursat qui ne renoncera pas à son regard critique sur la bonne société (il se sent et se veut du côté de la bande de jeunes), il redécouvre sa maison et sa ville, il réapprend à vivre (« Il savait tout, il avait tout lu, mais il ne savait entrer dans une auberge »). La paternité, Loursat en défendant l'amant de sa fille, en ne lui faisant aucun reproche, retisse des liens qui avaient disparu. Le regard de celle-ci sur son père évolue vers plus de respect. Enfin, tout le roman explore les différentes couches sociales de la ville depuis la haute bourgeoisie à laquelle le principal personnage est apparenté, jusqu'aux petits boutiquiers et au milieu interlope. Sociologie encore, l'étude des comportements de la bande de jeunes (serments, rites initiatiques, lieux de réunion, enjeux de pouvoir, argent) occupe une place importante.

## Personnages
- Hector Loursat de Saint-Marc. Avocat retiré du prétoire. Abandonné par sa femme, une fille. 48 ans.
- Nicole Loursat, fille d’Hector Loursat, 20 ans.
- Emile Manu, commis à la librairie Georges, 18 ans.
- Justin Luska, vendeur au Prisunic, environ 18 ans.
- Gérard Rogissart, procureur de la République, cousin de Loursat.
- Le juge d’instruction Ducup.

## Éditions
- Prépublication en feuilleton dans l'hebdomadaire Match, n° 66-79 du 5 octobre 1939 au 4 janvier 1940
- Édition originale : Gallimard, 1940
- Folio n° 664, 1975.
- Folio Policier n° 90, 1999  (ISBN 978-2-07-040832-0)
- Tout Simenon, tome 22, Omnibus, 2003  (ISBN 978-2-258-06107-1)
- Romans, tome I, Gallimard, Bibliothèque de la Pléiade, n° 495, 2003  (ISBN 978-2-07-011674-4)
- Romans durs, tome 4, Omnibus, 2012  (ISBN 978-2-258-09358-4)
- Romans durs, tome 4, Omnibus, 2023  (ISBN 978-2-258-20261-0)

## Adaptations cinématographiques
- 1942 : Les Inconnus dans la maison, film français d'Henri Decoin, scénario et dialogues de Henri-Georges Clouzot, avec Raimu, Juliette Faber, Gabrielle Fontan, Jacques Baumer, Héléna Manson, Jean Tissier et Marcel Mouloudji
- 1967 : L'Étranger dans la maison (en) (Stranger in the House), film britannique réalisé par Pierre Rouve, avec James Mason et Geraldine Chaplin
- 1992 : L'Inconnu dans la maison, film français de Georges Lautner en 1992, avec Jean-Paul Belmondo et Renée Faure.

## Source
- Maurice Piron, Michel Lemoine, L'Univers de Simenon, guide des romans et nouvelles (1931-1972) de Georges Simenon, Presses de la Cité, 1983, p. 90-91  (ISBN 978-2-258-01152-6)